# Juan de Garay

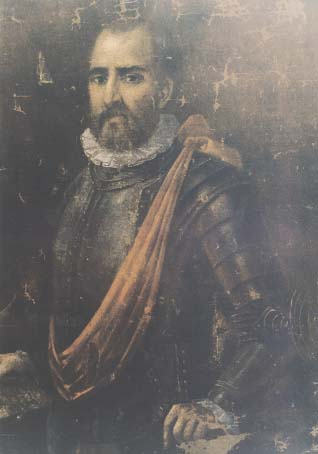
Juan de Garay

Juan de Garay (* 1528 in Orduña im Baskenland; † 20. März 1583 in Argentinien) war ein Konquistador baskischer Abstammung. Er arbeitete und kämpfte für die Kolonialbestrebungen des spanischen Königshauses in Südamerika, zunächst für das Vizekönigreich Peru, danach für das Gouvernement Río de la Plata. Er war Gouverneur von Asunción, im heutigen Paraguay, und gründete eine Reihe von Städten in Argentinien, dazu gehört auch die zweite Gründung von Buenos Aires 1580.

## Leben
Juan de Garay wurde 1528 in Orduña im Baskenland geboren. 1543 segelte er mit seinem Onkel Pedro de Zárate auf der ersten Expedition des Vizekönigs Blasco Núñez de Vela nach Peru. Er beteiligte sich an Schlachten in Charcas und Potosí und nahm er an der Gründung von Santo Domingo de Nueva Rioja und 1561 Santa Cruz de la Sierra teil. Dort heiratete er Isabel Becerra y Mendoza. 1568 zog Garay nach Asunción, wo er ein politisches Amt übernahm. Der Gouverneur von Asunción sandte ihn im April 1573 mit einer Kompanie von 80 Männern auf eine Expedition des Rio Paraná, auf der Garay am 15. November 1573 die Stadt Santa Fe de la Vera Cruz, das heutige Santa Fe, gründete. 1576 wurde Garay zum Gouverneur von Asunción befördert. Er gründete Dörfer, richtete lokale Verwaltungen ein und erließ Gesetze über die einheimische Bevölkerung.
In den Kämpfen seiner Männer mit der einheimischen Bevölkerung kam ihm Jerónimo Luis de Cabrera, der Gouverneur von San Miguel de Tucumán zu Hilfe. Cabrera konnte seinen Machtanspruch, den er aus der Intervention zugunsten Garays abgeleitet hatte, jedoch nicht durchsetzen und zog sich zurück. Nach von den Spaniern als Erfolge gewerteten Kampfhandlungen gegen die Einheimischen vom Volk der Charrúa wurde Garay darauf Justicia Mayor, Teniente de Gobernador und Capitán general der Provinzen des Río de la Plata. Garay hatte drei Töchter und einen Sohn, der den Übernamen El Mozo trug. 1579 gründete Juan de Garay Villa Rica del Espíritu Santo und Santiago de Jerez, eine Stadt im heutigen Gebiet von Corumbá (Mato Grosso do Sul, Brasilien), die an vier verschiedenen Standorten jeweils neu gegründet und 1640 definitiv aufgegeben wurde.
Am 11. Juli 1580 gründete Garay erneut die Stadt Buenos Aires als Santísima Trinidad y puerto de Santa María de Buenos Aires, die 1536 von Pedro de Mendoza am Ufer des Río de la Plata gegründet, aber später von Einheimischen zerstört worden war. Er landete dort, wo sich heute die Plaza de Mayo befindet, und benannte die Stadt zunächst nach der Dreifaltigkeit. Hieran erinnert heute ein Denkmal gegenüber der Casa Rosada. 1581 beauftragte er die Vorbereitungen für eine Erkundungsreise in die angrenzenden Gebiete.
Dabei starb Garay am 20. März 1583 nahe dem Río de la Plata, als er von Buenos Aires nach Santa Fe unterwegs war. Mit seiner Begleitung, die aus einem Franziskaner, 40 Soldaten und einigen Frauen bestand, übernachtete er am Ufer des Río Carcarañá, nahe dem Fort Sancti Spíritus, als die Gruppe von Ureinwohnern vom Stamme der Querandí überfallen wurde, die Garay, den Franziskaner, 12 Soldaten und eine Frau töteten. Garay wurde überlebt von seiner Tochter Jerónima de Contreras, die später Hernando Arias de Saavedra heiratete. El Mozo war zeitweise General und Teniente General von Santa Fe.

## Ehrungen
Den Namen Juan de Garay führte ab 1927 ein Zerstörer der argentinischen Marine.